# Kana Szamali
Kana Szamali – wieś w Syrii, w muhafazie Aleppo, w dystrykcie Manbidż. W 2004 roku liczyła 747 mieszkańców.